# Werner Ebneter
Werner Ebneter (* 1945) ist ein Schweizer Politiker (CVP).

## Leben
Der gelernte Sozialversicherungsfachmann wurde 2003 für den abtretenden Hans Hörler in die Standeskommission des Kantons Appenzell Innerrhoden gewählt. Er gewann im vierten Wahlgang gegen Rosmarie Koller-Schmid und stand dort als Statthalter dem Gesundheits- und Sozialdepartement vor. Zu seinen Verdiensten gehört die Umsetzung des 2003 verabschiedeten Spitalgesetzes. Nach Bekanntgabe seines Rücktritts wurde am 24. April 2010 Parteikollegin Antonia Fässler ins Amt gewählt.
Zuvor war Ebneter als Richter tätig, zunächst von 1980 bis 1991 am Bezirksgericht (ab 1989 als Bezirksgerichtspräsident) und von 1991 bis 2003 am Kantonsgericht. Er lebt in Appenzell.